# Kapatagan
Kapatagan (Bayan ng Kapatagan) är en kommun i Filippinerna. Kommunen ligger på ön Mindanao, och tillhör provinsen Lanao del Norte. Folkmängden uppgår till 42 783 invånare.

## Barangayer
Kapatagan är indelat i 33 barangayer.
| - Bagong Badian - Bagong Silang - Balili - Bansarvil - Bel-is - Buenavista - Butadon - Cathedral Falls - Concepcion - Curvada - De Asis | - Donggoan - Durano - Kahayagan - Kidalos - La Libertad - Lapinig - Mahayahay - Malinas - Maranding - Margos - Poblacion | - Pulang Yuta - San Isidro - San Vicente - Santa Cruz - Santo Tomas - Suso - Taguitic - Tiacongan - Tipolo - Tulatulahan - Waterfalls |